# Miss France 1975
Miss France 1975 est la 45e élection de Miss France. Elle a lieu à Hôtel Concorde Lafayette à Paris en décembre 1974.
Sophie Perin, 18 ans, Miss Lorraine 1974 remporte le titre et succède à Edna Tepava, Miss France 1974.
Plus de 50 candidates participent au concours, 10 jeunes femmes sont classées.

## Déroulement
Miss Gascogne, Martine Calzavera, était l'année précédente Miss Lot-et-Garonne et 1re dauphine de Miss France 1974. À l'époque, plusieurs participations étaient admises.

## Classement final
| Résultat         | Candidate         | Région         |
| ---------------- | ----------------- | -------------- |
| Miss France 1975 | Sophie Perin      | Miss Lorraine  |
| 1re dauphine     | Martine Calzavera | Miss Gascogne  |
| 2e dauphine      | Mira Vahiatua     | Miss Tahiti    |
| 3e dauphine      | Michèle Cointet   | Miss Auvergne  |
| 4e dauphine      |                   | Miss Jura      |
| 5e dauphine      |                   | Miss Champagne |
| 6e dauphine      | Bernadette Orboin | Miss Réunion   |
| 7e dauphine      |                   | Miss Médoc     |
| 8e dauphine      |                   | Miss Marseille |
| 9e dauphine      |                   | Miss Bretagne  |